# La Creu de Santos
Creu de Santos o Xàquera és un cim que es troba entre els municipis de Benifallet i Tivenys al Baix Ebre, i Rasquera a la Ribera d'Ebre. Que amb els seus 942,3 metres d'altitud, és el punt més alt de la Serra de Cardó i sostre comarcal de la Ribera d'Ebre.
El cim, també conegut com a Tossal de Santos, està format per dos puntes o cims: l'oriental, de 942,3 metres d'altitud, amb una gran creu, i l'occidental, que amb 941,9 metres d'altitud, s'hi pot trobar el vèrtex geodèsic amb referència 251147001, una creu metàl·lica, un pessebre, una bústia que conté un llibre de firmes i una placa de sostre comarcal.
Aquest cim està inclòs com a cim essencial al llistat dels 100 cims de la FEEC des del seu llistat inicial l'any 2005.